# Suaad Allami
Suaad Allami (àrab: سعاد اللامي, Suʿād al-Lāmī) (Sadr City, segle xx) és una activista pels drets de les dones d'Iraq. La seva mare la va animar a anar a l'escola, malgrat que ella era analfabeta. Allami es va convertir en una advocada especialitzada en drets de les dones. L'any 2007 va fundar l'ONG Women for Progress (‘Dones pel Progrés’) i, des de 2011, dirigeix el Women for Progress Center, que ofereix molts serveis, com ara defensa judicial, formació professional, assessorament en violència masclista, exàmens mèdics, educació en l'alfabetització i cures dels infants, entre d'altres.
Allami també va fundar el Centre de Dones de la Ciutat de Sadr, ciutat on va néixer.
L'any 2009 va rebre el Premi Internacional Dona Coratge. Per celebrar que havia rebut el Global Vital Voices Award, Suaad va acceptar ser entrevistada per Nina magazine en una entrevista que es convertiria en una història: Vital Voice of Leadership Arxivat 2018-07-03 a Wayback Machine., que seria àmpliament compartida i publicada.